# أرزن
أَرْزَن هي مدينة تاريخيَّة مشهورة لها قلعة حصينة، تقع قرب خلاط. كانت أرزن من أعمر نواحي أرمينية، ولكن بلغ ياقوت الحموي في عصره أن الخراب ظاهر فيها.

## التسمية
تُكتب أرزن بـِ "الفتح ثم السكون، وفتح الزاي، ونون". قال أبو علي إن الهمزة في "أرزن وأورم" لا تكون إلا زائدة في قياس العربية، ويجوز في إعرابهما ضربان: أحدهما أن يجرد الفعل من الفاعل فيعرب ولا يُصرف، والآخر أن يبقى فيهما ضمير الفاعل فيُحكى.

## التاريخ
فُتحت المدينة على يد عياض بن غنم الفهري في خلافة عمر بن الخطاب (حكم 13 – 23هـ / 634 – 644م) بعد فراغه من الجزيرة الفُراتية سنة 20هـ (حوالي 640-641م) صلحًا على غرار صلح الرُّها.

## الموقع
تُذكر أبعادها بست وثلاثين درجة طولًا، وأربع وثلاثين درجة وربع عرضًا.

## أعلام
نُسب إلى أرزن قوم من أهل العلم، منهم:
- أبو غسان عياش ابن ابراهيم الأرزني، حدث عن الهيثم بن عدي وغيره.

- يحيى بن محمد الأرزني الأديب، كان صاحب الخط المليح والضبط الصحيح والشعر الفصيح، وله مقدمة في النحو. ذكره ابن الحجاج في شعره بقوله:

### فهرس المنشورات
1. 1 2 3 4 5  الحموي (1977)، ج. 1، ص. 150.

### معلومات المنشورات كاملة
الكتب مرتبة حسب تاريخ النشر
ياقوت الحموي (1977)، معجم البلدان (ط. 1)، بيروت: دار صادر، OCLC:1014032934، QID:Q114913343